# Châtel-Saint-Germain
Châtel-Saint-Germain é uma comuna francesa na região administrativa de Grande Leste, no departamento de Mosela. Estende-se por uma área de 12,88 km². Em 2010 a comuna tinha 2 068 habitantes (densidade: 160,6 hab./km²).